# Erdoğan Karayel
Erdoğan Karayel (* 1956 in Istanbul) ist ein türkischer Karikaturist, der auch in Deutschland wirkt.
Karayel gibt die deutsch-türkische Satirezeitschrift Don Quichotte heraus.
Eine seiner Karikaturen wurde in das Schulbuch Seydlitz Geographiie / Gymnasium, das ab 2008 an deutschen Schulen verwendet wird, innerhalb des Themas „Ist Deutschland ein Einwanderungsland?“ aufgenommen.
Der Künstler absolvierte bis 1976 ein Studium an der Kunstakademie der Marmara-Universität in Istanbul im Bereich „Grafische Gestaltung“.
Die Jahre zwischen 1976 und 1982 waren seine kreative Zeiten auf dem Sektor „Karikaturzeichnungen“ bei verschiedenen Zeitungen und Zeitschriften wie Çarşaf, Ses, Politika, Demokrat. Die Alben Renk-Leke-Cizgi, En Gurbettekiler, Bir Warmis Bir Yokmus, Hans und Hasan, Siyahbeyazofkelerim" gingen als Karikaturbücher auf Grund dieser Lebenserfahrungen hervor.
In seiner Karriere, in der er Karikatur und Werbegrafik in Einklang brachte, gewann er in verschiedenen nationalen und internationalen Wettbewerben insgesamt 34 Preise, darunter den japanischen Citation-Preis.
Karayels Werke wurden auch außerhalb Deutschlands und der Türkei ausgestellt.